# Madeleine Leroux
Madeleine Leroux née à Paris le 30 juin 1902 et morte à Madrid en 1984 est une peintre franco-espagnole.

## Biographie
Madeleine Jeanne Morel est la fille de Jenny Clotilde Morel, couturière, et du peintre Auguste Leroux par la reconnaissance établie en 1903.
Sa sœur Lucienne Leroux et son frère André Leroux seront également peintres.
Elle est élève de son père et de Ferdinand Humbert.
Elle obtient le second Prix de Rome en 1929 (le premier prix n'est pas décerné cette année là).
Elle fait partie de la 2nd promotion des artistes de la Casa de Velázquez, ce qui lui permet de séjourner un an (1929-1930) à Madrid. En 1931, elle épouse le sculpteur Enrique Pérez Comendador (es) (1900-1981).